# Tabarrino
Tabarrino è una maschera ricorrente della commedia dell'arte.
Il nome del personaggio è di etimo incerto: un'ipotesi farebbe risalire il nome a quello del suo primo interprete, il veneziano Giovanni Tabarin che per portò questa maschera sul palcoscenico nella seconda metà del XVI secolo. Il successo maturò anche all'estero, in particolare in Austria dove si recò in tournè in due occasioni, nel 1568 e nel 1574, e in Francia, dove si trasferì definitivamente con la compagnia di Alberto Ganassa o, secondo un'altra versione, con la Compagnia dei Gelosi.
Altra ipotesi farebbe derivare il nome della maschera dal tabarro, ossia il mantello, capo d'abbigliamento caratteristico del personaggio che fu reinterpretato dal comico francese affermatosi con il nome di Tabarin e che potrebbe identificarsi con Jean Salomon o con Antoine Girard. Tabarin era rappresentato nella compagnia di Mondor, celebre ciarlatano che a Parigi, su Pont Neuf, vendeva pozioni taumaturgiche. L'abbigliamento tipico, oltre al tabarro, era costituito da una maschera, un cappello di feltro sformato cui l'attore faceva assumere varie forme, e una camicione di colore giallo e verde.
Nel seicento il personaggio ricompare sui palchi italiani rappresentato da vari attori, tra cui Giovan Battista Menghini che lo interpretavano come uno scostante mercante, dispotico e perennemente acceso da passioni amorose.
Altre fonti ne attestano la presenza a Napoli nel 1669 con caratteristiche simili a quelle della maschera di Zanni.
In ultimo la maschera termina la sua "carriera" come marionetta con eloquio spiccatamente bolognese.